# Łężkowice (Pequeña Polonia)
Łężkowice [pronunciación en polaco: /wɛ̃ʂkɔˈvit͡sɛ/] es un pueblo ubicado en el distrito administrativo de Gmina Kłaj, dentro del Condado de Wieliczka, Voivodato de Pequeña Polonia, en Polonia del sur. Se encuentra aproximadamente a 17 kilómetros al este de Wieliczka y a 28 kilómetros al sureste de la capital regional Kraków.
El pueblo tiene una población de 340 habitantes.